# Distrito electoral local 20 de la Ciudad de México
El XX Distrito Electoral Local de Ciudad de México es uno de los 33 distritos electorales locales en los que se encuentra dividido el territorio de Ciudad de México. Su cabecera es la alcaldía Cuajimalpa.

## Ubicación
Está formado por el extremo sur de la alcaldía Álvaro Obregón y la totalidad de la alcaldía Cuajimalpa. Limita al norte con el distrito XIII de Miguel Hidalgo, al este con el distrito XXXIII de La Magdalena Contreras, el XVIII y XXIII de Álvaro Obregón y al oeste con el Estado de México.

## Congreso de la Ciudad de México (desde 2018)
| Diputado                            | Grupo parlamentario | Legislatura | Periodo     |
| ----------------------------------- | ------------------- | ----------- | ----------- |
| Eduardo Santillán Pérez             |                     | I           | 2018 - 2021 |
| María de Lourdes González Hernández |                     | II          | 2021 - 2023 |
| Guadalupe Barrón Hernández          | 2023-2024           | II          |             |
| Fabiola Ruiz Aguilar                |                     | I           | 2024 -      |

## Resultados electorales

### 2021
|  | 31.0748 % |

|  | 26.6261 % |

|  | 24.1834 % |

|  | 3.5224 % |

|  | 0.7031 % |

|  | 1.8966 % |

|  | 0.7081 % |

|  | 2.9881 % |

|  | 1.3858 % |

|  | 0.0991 % |

|  | 3.3225 % |

|  | 100.00 % |